# Örnenøya
Örnenøya est un îlot situé à environ 300 mètres au nord de l'île de Fuglesongen dans l'archipel des Nordvestøyane au nord de la Terre d'Albert I, à la pointe nord-ouest du Spitzberg.
L'îlot (île aux Aigles) est nommée d'après le nom du ballon baptisé Örnen (l'aigle) de l'expédition polaire de S. A. Andrée qui avait tenté d'atteindre le Pôle Nord en 1897.